# Arteria carotis communis
Arteria carotis communis dextra og sinistra er to store arterier der afgår fra arcus aortae. De ascenderer opad mod hovedet, hvor de afgrener sig for at forsyne hovedet og nakken med iltrigt blod.

## Forløb
A. carotis communis sinistra udspringer fra arcus aortae ud for midten af manubrium sterni, hvorimod A. carotis communis dextra udspringer fra truncus brachiocephalicus bag articulatio sternoclavicularis. De forskellige udspringspunkter gør at A. carotis communis dextra oftest er kortere end dens søster-arterie i venstre side.

Begge søskendearterier løber op ad halsen på hver deres side, og har i denne samme forløb både hos dextra og sinistra. I dette forløb er de adskilt først af trachea og spiserøret (øsofagus), og så senere af strubehovedet (larynx) og farynx. Deres forløb er derudover også afgrænset dorsalt af processus transversus af de cervicale ryghvirvler i rygsøjlen, prævertebralmuskulaturen og kranienerven vagus samt truncus sympathicus. Udad mod huden er begge arterier også dækket af infrahyoidmuskulaturen og musculus sternocleidomastoideus.
Nær slutningen af dens forløb krydses den af musculus omohyoideus hvor den snart derefter træder frem over den øvre kant af M. sternocleidomastoideus ind i trigonum caroticum, et lille trekantet område på siden af halsen, lige under kæben, hvor arterien på begge sider ligger så superficielt mod huden at man meget tydeligt kan mærke dens pulseren.
Afhængigt af individet, deler begge arterier sig et sted omkring den superiore kant af skjoldbrusken til hver deres arteria carotis externa og arteria carotis interna.

## Klinisk betydning
Da grenene fra arteria carotis communis forsyner hjernen, kan forsnævring i åren grunden f.eks. åreforkalkning være årsag til apopleksi (slagtilfælde), som kan forårsage hurtig død hvis der ikke laves indgreb.